# William Smith (natation)
Pour les articles homonymes, voir William Smith et Smith.
William Melvin Smith, Jr., dit Bill Smith, né le 16 mai 1924 à Honolulu et décédé le 8 février 2013 à Kaneohe, est un ancien nageur américain. Aux Jeux olympiques d'été de 1948, il a remporté deux médailles d'or.

## Biographie
William Smith est un élève de Soichi Sakamoto.
Durant sa carrière, il a détenu les records du monde du 200 m NL, du 400 m NL et du 800 m NL.

## Palmarès

### Jeux olympiques
- Jeux olympiques d'été de 1948 à Londres (Royaume-Uni) :
  -  Médaille d'or au 400 m nage libre
  -  Médaille d'or au relais 4 × 200 m nage libre